# عشق افلاطونی (فیلم)
عشق افلاطونی (انگلیسی: Platonic) یک مجموعه تلویزیونی کمدی آمریکایی است که توسط فرانچسکا دلبانکو و نیکلاس استولر ساخته شد و اولین بار در ۲۴ مه ۲۰۲۳ در اپل تی‌وی پلاس پخش شد

## بازیگران

### اصلی
- رز بیرن در نقش سیلویا،[۳] مادر سه فرزند و همسری که با بهترین دوست سابقش، ویل، دوباره ارتباط برقرار می‌کند.
- ست روگن در نقش ویل،[۳] بهترین دوست سابق سیلویا که اخیراً طلاق گرفته‌است
- لوک مک فارلین در نقش چارلی، شوهر سیلویا که یک وکیل است
- تری هیل در نقش اندی، دوست و شریک تجاری ویل
- اندرو لوپز در نقش رجی، سرمایه‌گذار اصلی کارخانه آبجوسازی ویل و برادر ناتنی همسر سابقش آدری
- کارلا گالو در نقش کتی، بهترین دوست سیلویا که یک مادر نیز هست

## انتشار
عشق افلاطونی در ۲۴ مه در اپل تی‌وی پلاس منتشر شد، سه قسمت اول بلافاصله و بقیه به صورت هفتگی تا